# Kim Mặc Ngọc
Kim Mặc Ngọc (黃麥玉,1918-2014) là cách cách cuối cùng của nhà Thanh trong lịch sử Trung Quốc.

## Thân thế
Kim Mặc Ngọc có tên Ái Tân Giác La Hiển Kỳ (艾丹賈拉顯奇), là con gái của Túc Trung Thân vương Thiện Kỳ (善耆) - hậu duệ trực hệ của Hào Cách (con trai của Hoàng Thái Cực và kế phi Ô Lạp Nạp Lạt thị). Bà là em gái của Kim Bích Huy (Kawashima Yoshiko - Ái Tân Giác La Hiển Dư (艾丹賈拉賢都)) - một nữ gián điệp nổi tiếng của Nhật Bản trong chiến tranh thế giới thứ hai.

## Cuộc đời
Sinh ra trong thời thế loạn lạc nhưng khi còn nhỏ vị cách cách này vẫn được hưởng một cuộc sống phú quý trong dinh thự ở Bắc Kinh.
Túc Thân Vương, cha Kim Mặc Ngọc bị những tư tưởng phong kiến ăn sâu trong đó có quan niệm không cho phép con gái làm quan. Dù sinh trong thời loạn lạc và chịu sự giáo dục hà khắc của cha nhưng Kim Mặc Ngọc không bị ảnh hưởng tư tưởng. Bà luôn hy vọng mình trở thành một minh tinh, là một người phụ nữ có tư duy tiến bộ.
Năm 18 tuổi, khi buộc phải rời khỏi biệt thự, bà đã đổi tên thành Kim Mặc Ngọc. Để kiếm sống,bà đã thử nghiệm nhiều công việc khác nhau như mở tiệm giặt là,mở nhà hàng...Đến năm ngoài 30, Kim Mặc Ngọc mới tìm được công việc ổn định tại một toàn soạn với thu nhập khá khẩm hơn.Cũng ở thời điểm này, bà gặp gỡ và hẹn hò với một họa sĩ và hai người quyết định tiến đến hôn nhân.
Sau này trong cuộc phỏng vấn năm 2007 với Đài truyền hình Phượng Hoàng, Kim Mặc Ngọc tiết lộ đã bị người chị gái cùng cha khác mẹ nổi tiếng của bà - Kawashima Yoshiko (tên thật là Ái Tân Giác La Hiển Dư) - một điệp viên của Nhật Bản trong Thế chiến thứ hai, đồng thời là một tuyệt sắc giai nhân thời bấy giờ phản bội, Kim Mặc Ngọc vì thế cũng bị bắt, chịu án phạt 5 năm tù giam dù không có liên quan. Để bảo vệ người chồng của mình,bà quyết định ly hôn.
Sau khi ra tù, vào tuổi trung niên, Kim Mặc Ngọc tái hôn và trở thành vợ của nhà mỹ thuật nổi tiếng Trung Quốc, Mã Vạn Lý. Họ sống hạnh phúc dù không có con chung tới khi ông qua đời vì tuổi già. Về cuối đời, Kim Mặc Ngọc mới tiếp tục phát triển niềm đam mê nghệ thuật, đồng thời là ước mơ bà nuôi dưỡng từ khi còn nhỏ. Bà trở thành một nhà điêu khắc và thư họa được giới chuyên môn đánh giá cao.

## Cuối đời
Báo chí Trung Quốc từng nói về lịch sinh hoạt của bà, khi ấy đã 89 tuổi. Bà vẫn giữ được thói quen sinh hoạt thời trẻ: 6-7 giờ sáng mới đi ngủ, 2-3 giờ chiều mới dậy. "Đánh tennis, đánh bóng chuyền, chơi golf '.
Kim Mặc Ngọc đem phần lớn tài sản để ủng hộ, tài trợ cho các quỹ học bổng, xây trường học, giúp đỡ trẻ em khó khăn.Năm 2014, Kim Mặc Ngọc qua đời ở tuổi 96 vì một cơn đau tim.